# Tyzzer’s Disease
Die Tyzzer’s Disease (auch Tyzzersche Krankheit oder kurz Tyzzer) wird durch das Bakterium Clostridium piliforme (vormals als Bacillus piliformis bezeichnet) verursacht. Dieses Bakterium wurde 1917 durch Ernest Edward Tyzzer (1875–1965), einem Professor an der Harvard Medical School, entdeckt und klassifiziert.

## Erreger
Clostridium piliforme hat ein weites Wirtsspektrum. Es infiziert Kaninchen, Labornagetiere, wilde Nagetiere, Haustiere und mehrere andere nichtnagetierartigen Tiere. Fallberichte haben gemeinsam, dass hauptsächlich Jungtiere betroffen sind, oder sie durch eine andere Krankheit immungeschwächt waren. Das Bakterium wird anscheinend über die Aufnahme von Wasser und Futter oder durch die Schlafstätte der Tiere übertragen.

## Symptome
Die Erkrankung zeigt sich in Abgeschlagenheit, Fressunlust und Durchfall. Sie kann bei älteren Tieren auch symptomfrei verlaufen, bei Jungtieren dagegen einen perakuten Verlauf nehmen.

## Diagnose
Die Diagnose wird meist durch lichtmikroskopische Untersuchung der Leber des infizierten Tieres gestellt.

## Behandlung
- Antibiotika bei Früherkennung